# 促进扩散
促进扩散又称易化扩散、协助扩散、帮助扩散，是指分子或离子在细胞膜上的跨膜蛋白的帮助下被动运输（進入細胞膜內）的过程。由于是被动运输，所以促进扩散並不消耗三磷酸腺苷。